# Gare de Krioukiv
La gare de Krioukiv  (ukrainien : Крюків-на-Дніпрі) est une gare ferroviaire du Réseau ferré du sud. Elle est située à Krementchouk, dans l'oblast de Poltava en Ukraine.

## Histoire
Créée en 1869, elle se développe avec la création de ligne ferroviaire Karkhov-Mykolaïv.

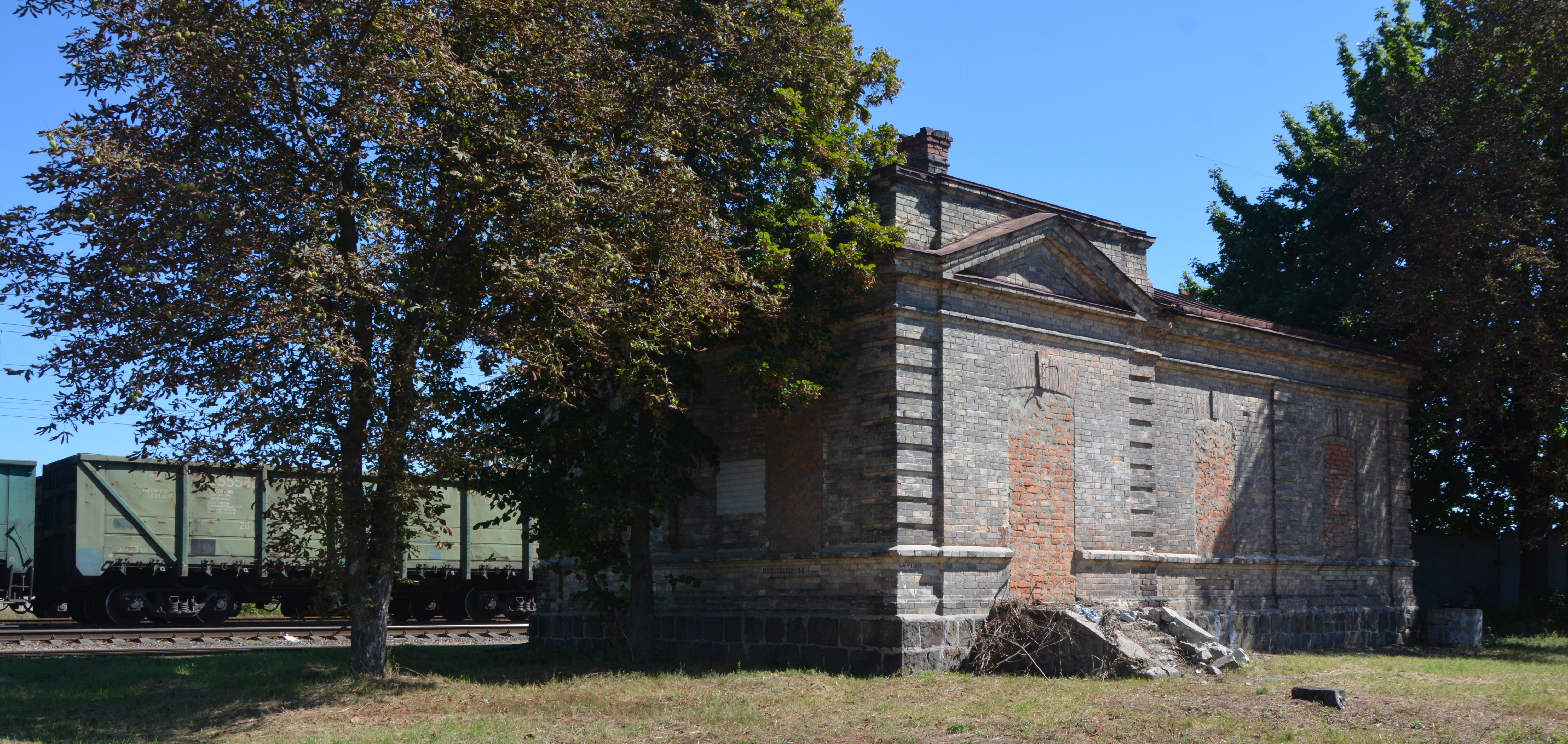
Bâtiments
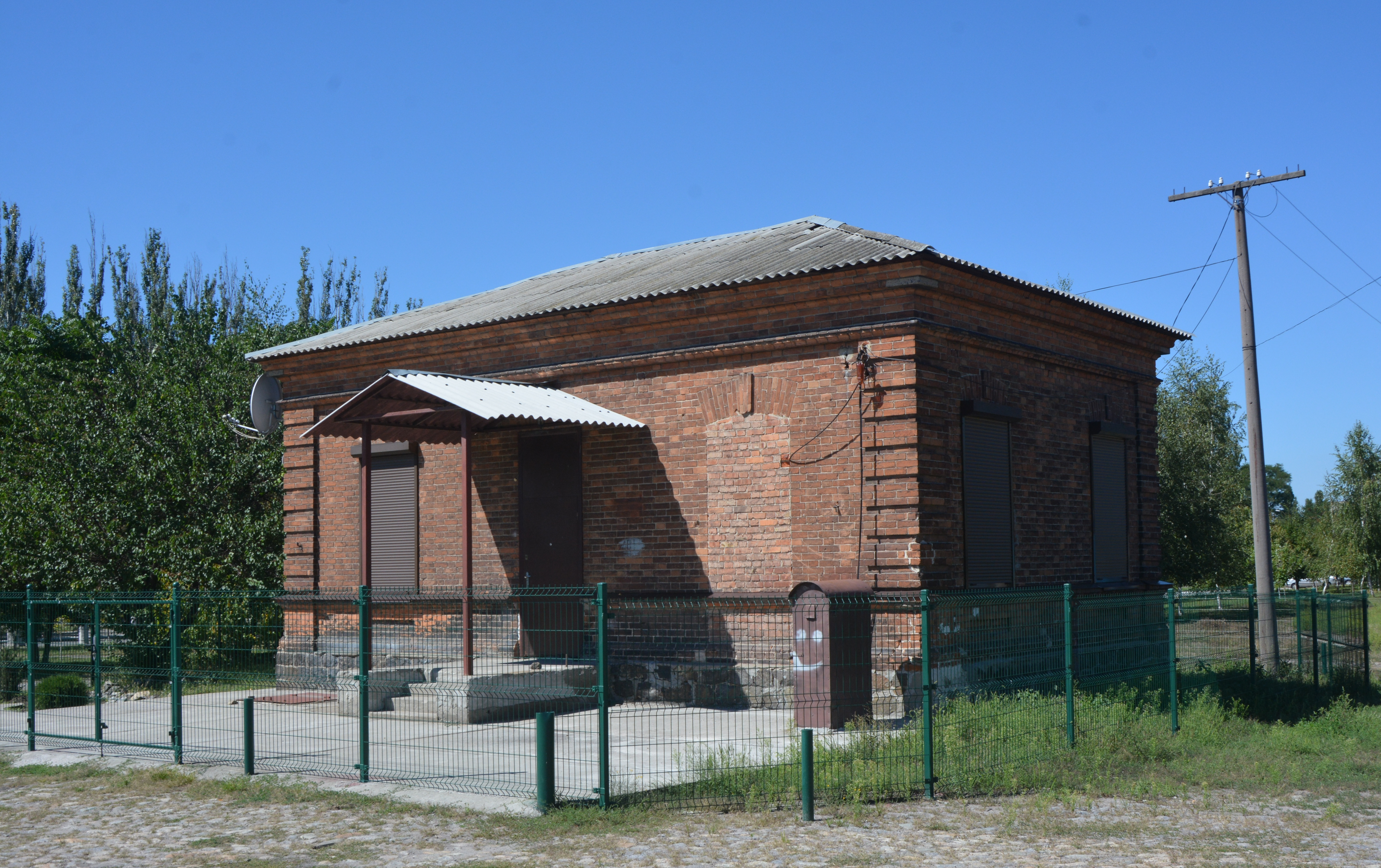
secondaires.
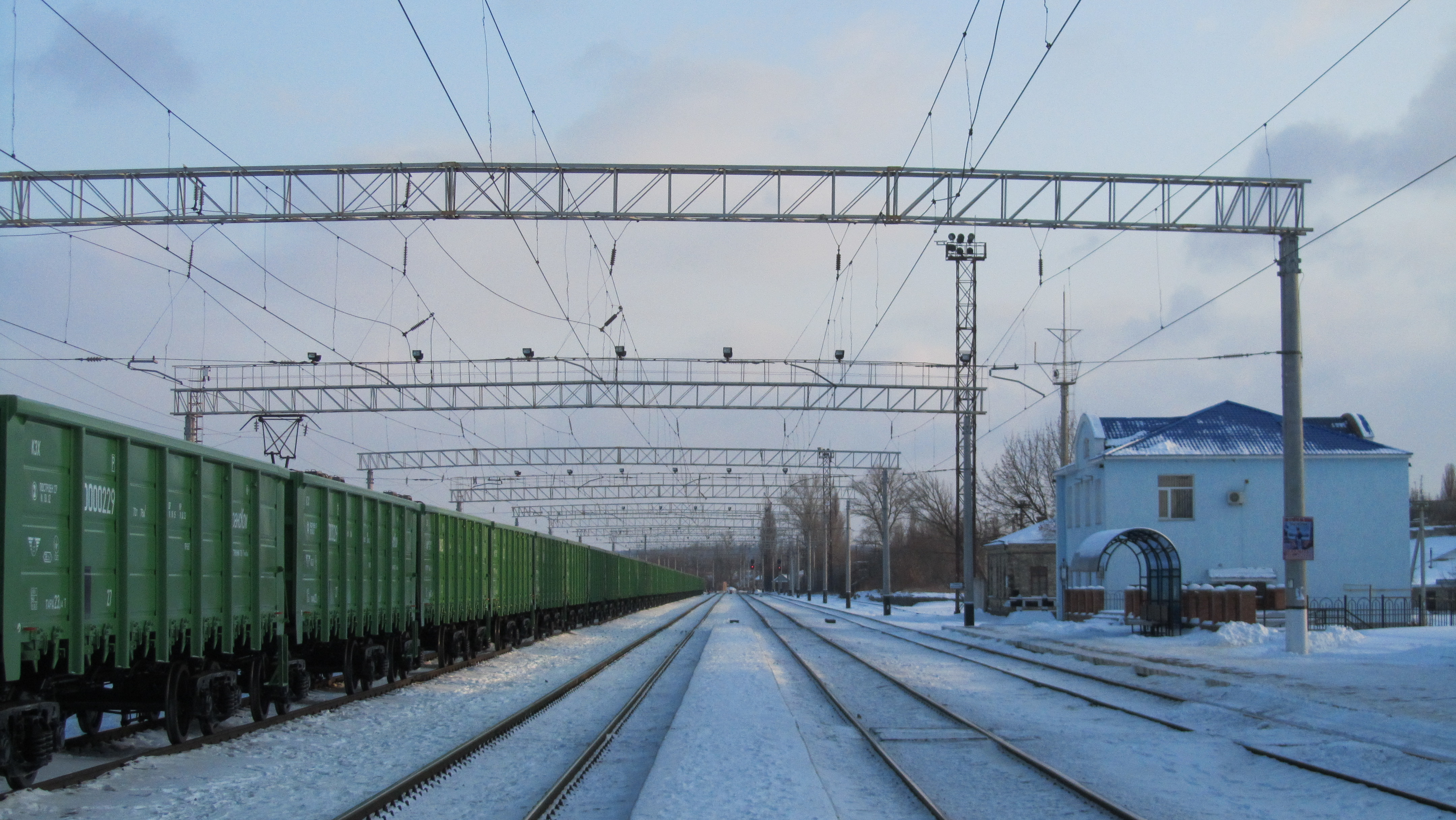
Côté quais.